# Mesmerize
«Mesmerize» — пісня американського репера Джа Рула, яка була випущена 16 грудня 2002 року як другий сингл з його четвертого студійного альбому The Last Temptation. У пісні бере участь R&B-співачка Ашанті. Продюсером є Ірв Готті.  У лютому 2003 року пісня посіла друге місце в чарті Billboard Hot 100, що зробило її четвертим дуетним хітом Ашанті та Джа Рула в топ-10.
Містить семпл із пісні 1974 року «Stop, Look, Listen (To Your Heart)» Даяни Росс і Марвіна Гея.

## Чарти

### Щотижневі чарти
| Чарт (2002–2003)                        | Найвища позиція |
| --------------------------------------- | --------------- |
| Австралія (ARIA)                        | 5               |
| Австралія (ARIA) Urban Singles          | 3               |
| Бельгія (Ultratip Flanders)             | 8               |
| Бельгія (Ultratip Wallonia)             | 6               |
| Canada (Nielsen SoundScan)              | 19              |
| Europe (Eurochart Hot 100)              | 45              |
| Франція (SNEP)                          | 66              |
| Німеччина (Media Control AG)            | 71              |
| Ірландія (IRMA)                         | 19              |
| Нідерланди (Dutch Top 40)               | 38              |
| Нідерланди (Mega Single Top 100)        | 33              |
| Нова Зеландія (RIANZ)                   | 3               |
| Шотландія (Official Charts Company)     | 18              |
| Швейцарія (Media Control AG)            | 79              |
| Велика Британія (UK Singles Chart)      | 12              |
| Велика Британія (UK R&B Chart)          | 6               |
| США (Billboard Hot 100)                 | 2               |
| 19                                      |                 |
| США (Hot R&B/Hip-Hop Songs) (Billboard) | 5               |
| США (Rap Songs) (Billboard)             | 2               |
| США (Mainstream Top 40) (Billboard)     | 3               |
| США (Rhythmic) (Billboard)              | 2               |

### Річні чарти
| Чарт (2003)                         | Позиція |
| ----------------------------------- | ------- |
| Австралія (ARIA)                    | 35      |
| Австралія Urban (ARIA)              | 20      |
| Нова Зеландія (Recorded Music NZ)   | 40      |
| Велика Британія UK Singles (OCC)    | 123     |
| США Billboard Hot 100               | 25      |
| США Billboard Hot R&B/Hip-Hop Songs | 49      |